# Wywłóka
Wywłóka – część wsi Szumin w Polsce, położona w województwie mazowieckim, w powiecie węgrowskim, w gminie Łochów.
Stanowi wschodnie, odległe skupisko wsi Szumin. Leży w starorzeczu Bugu, ok. 3,6 km na wschód od Szumina.
W latach 1975–1998 miejscowość administracyjnie należała do województwa siedleckiego.